# Großer Preis von Großbritannien 1972
Der Große Preis von Großbritannien 1972 (offiziell John Player Grand Prix) fand am 15. Juli auf dem Brands Hatch in Fawkham statt und war das siebte Rennen der Automobil-Weltmeisterschaft 1972. Das Rennen hatte auch den FIA-Ehrentitel Großer Preis von Europa.

## Berichte

### Hintergrund
Zwei neue Formel-1-Wagen traten in Brands Hatch erstmals in Erscheinung. Darunter der erste unter der Regie von Frank Williams konstruierte Rennwagen, der die Bezeichnung Politoys FX3 trug und von Henri Pescarolo pilotiert wurde. Somit trat das Team Frank Williams Racing Cars erstmals nicht als reines Kundenteam an. Ein weiteres neues Fahrzeug im Feld war der von François Migault pilotierte Connew PC1, dessen erster Rennstart jedoch wegen eines Defektes verschoben werden musste.
Bei B.R.M. gab man das Vorhaben auf, bis zu fünf Werkswagen an den Start zu bringen. Nach dem endgültigen Ausscheiden von Helmut Marko wegen seiner zwei Wochen zuvor beim Großen Preis von Frankreich erlittenen Augenverletzung wurde Jackie Oliver als dritter Fahrer neben Jean-Pierre Beltoise und Peter Gethin für den britischen Grand Prix verpflichtet. Man beließ es an diesem Wochenende bei diesen drei Fahrzeugen.
Da Clay Regazzoni als zweiter Ferrari-Fahrer wegen eines gebrochenen Arms weiterhin ausfiel, Mario Andretti in den USA ein Rennen bestritt und Nanni Galli beim Frankreich-GP nicht konkurrenzfähig gewesen war, gab man dem bei Ferrari als Sportwagen-Pilot unter Vertrag stehenden Arturo Merzario die Chance auf sein Formel-1-Debüt an der Seite von Stammpilot Jacky Ickx. Galli nahm daraufhin wieder seinen Platz im Team Tecno ein.

### Training
Ickx eroberte im Ferrari die Pole-Position und teilte sich mit dem in der Weltmeisterschaftswertung führenden Emerson Fittipaldi die erste Startreihe. Peter Revson und Jackie Stewart qualifizierten sich für die zweite Reihe. Mit Tim Schenken und Beltoise in der dritten Reihe ergab sich ein gemischtes Starterfeld mit sechs unterschiedlichen Wagen auf den ersten sechs Plätzen.

### Rennen

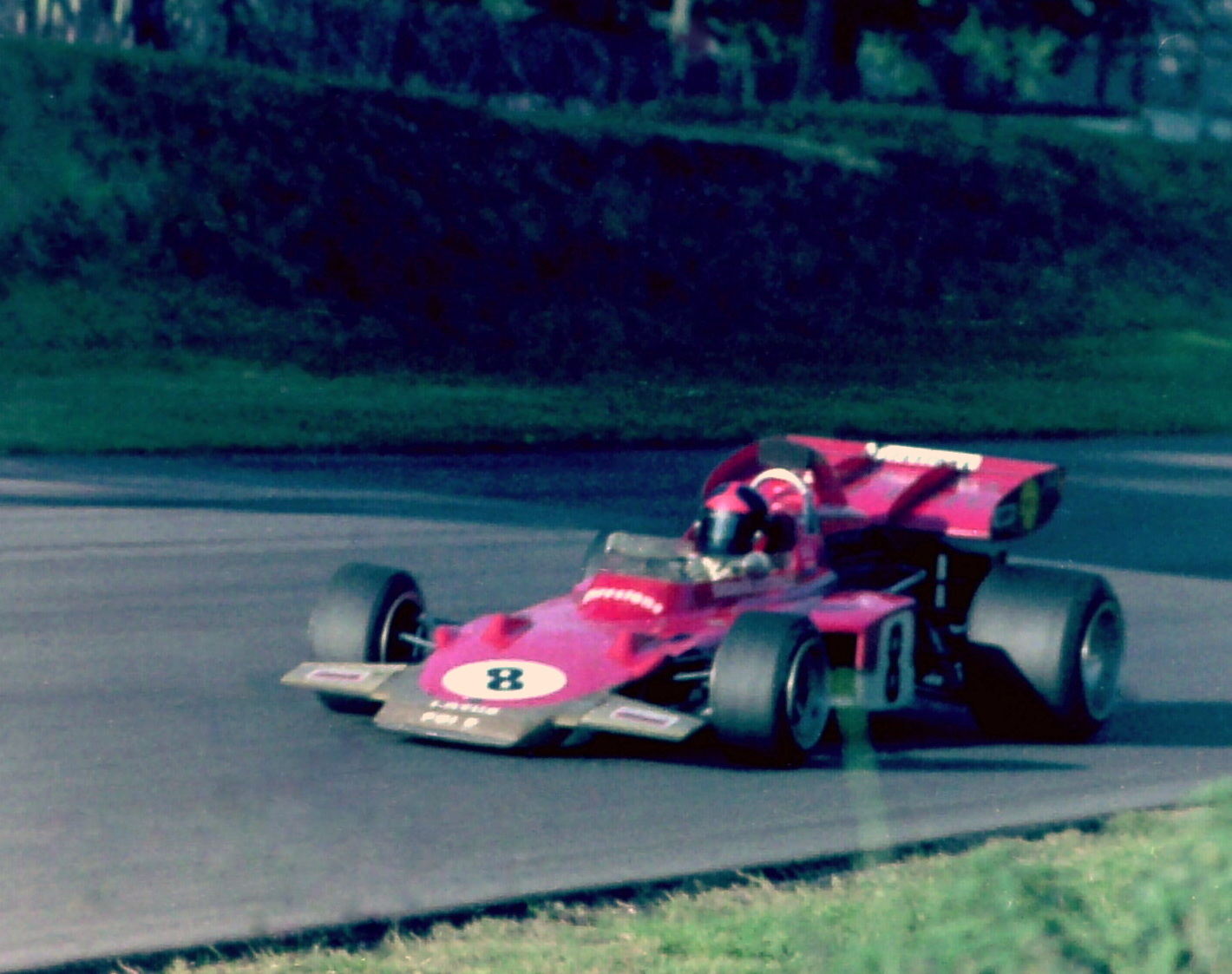
Emerson Fittipaldi im siegreichen Lotus 72D

Ickx nutzte seine Pole-Position, um vor Fittipaldi und dem aus der dritten Reihe gut gestarteten Beltoise in Führung zu gehen. Es folgten Stewart, Revson, Schenken und Peterson, wobei Stewart sich innerhalb der ersten Runden deutlich nach vorn kämpfen konnte. In der 25. Runde übernahm er den zweiten Platz von Fittipaldi. In Runde 36 konnte dieser jedoch kontern. Dadurch, dass Ickx in Runde 49 wegen eines Problems mit dem Öldruck aufgeben musste, wurde aus dem bisherigen Duell um den zweiten Platz ein Kampf um die Spitze, bei dem sich Fittipaldi am Ende knapp gegenüber seinem Kontrahenten behaupten konnte.
Revson kam auf einem unangefochtenen dritten Platz ins Ziel. Alle weiteren Fahrer wurden von den drei Podestplatzierten mindestens einmal überrundet.
Nachdem François Cevert in Runde 61 ausgeschieden war, lag Peterson lange auf einem scheinbar sicheren vierten Rang, bis in der vorletzten Runde im Bereich der "Paddock Hill"-Kurve sein Motor platzte. Er verlor die Kontrolle über seinen Wagen und kollidierte mit den am Streckenrand abgestellten Fahrzeugen von Cevert und Graham Hill, die zuvor beide an dieser Stelle wegen eines Fahrfehlers ausgeschiedenen waren. Er wurde wegen seiner zurückgelegten Distanz von 75 Runden noch als Siebter gewertet. Chris Amon, der vom 17. Startplatz aus ins Rennen gegangen war, gelangte dadurch auf den vierten Rang vor Denis Hulme und Merzario, der somit bei seinem Formel-1-Debüt direkt einen WM-Punkt erhielt.

## Meldeliste
| Team                            | Nr. | Fahrer               | Chassis          | Motor                    | Reifen |
| ------------------------------- | --- | -------------------- | ---------------- | ------------------------ | ------ |
| Elf Team Tyrrell                | 01  | Jackie Stewart       | Tyrrell 005      | Ford Cosworth DFV 3.0 V8 | G      |
| Elf Team Tyrrell                | 01  | Jackie Stewart       | Tyrrell 003      | Ford Cosworth DFV 3.0 V8 | G      |
| Elf Team Tyrrell                | 02  | François Cevert      | Tyrrell 002      | Ford Cosworth DFV 3.0 V8 | G      |
| STP March Racing Team           | 03  | Ronnie Peterson      | March 721G       | Ford Cosworth DFV 3.0 V8 | G      |
| STP March Racing Team           | 04  | Niki Lauda           | March 721G       | Ford Cosworth DFV 3.0 V8 | G      |
| Scuderia Ferrari SpA SEFAC      | 05  | Jacky Ickx           | Ferrari 312B2    | Ferrari 001/1 3.0 F12    | F      |
| Scuderia Ferrari SpA SEFAC      | 06  | Arturo Merzario      | Ferrari 312B2    | Ferrari 001/1 3.0 F12    | F      |
| John Player Team Lotus          | 08  | Emerson Fittipaldi   | Lotus 72D        | Ford Cosworth DFV 3.0 V8 | F      |
| John Player Team Lotus          | 09  | Dave Walker          | Lotus 72D        | Ford Cosworth DFV 3.0 V8 | F      |
| Marlboro B.R.M.                 | 11  | Jean-Pierre Beltoise | BRM P160C        | BRM P142 3.0 V12         | F      |
| Marlboro B.R.M.                 | 43  | Jean-Pierre Beltoise | BRM P160B        | BRM P142 3.0 V12         | F      |
| Marlboro B.R.M.                 | 12  | Peter Gethin         | BRM P160B        | BRM P142 3.0 V12         | F      |
| Marlboro B.R.M.                 | 14  | Jackie Oliver        | BRM P160B        | BRM P142 3.0 V12         | F      |
| Equipe Matra Sports             | 17  | Chris Amon           | Matra MS120C     | Matra MS72 3.0 V12       | G      |
| Equipe Matra Sports             | 17  | Chris Amon           | Matra MS120D     | Matra MS72 3.0 V12       | G      |
| Yardley Team McLaren            | 18  | Denis Hulme          | McLaren M19C     | Ford Cosworth DFV 3.0 V8 | G      |
| Yardley Team McLaren            | 19  | Peter Revson         | McLaren M19A     | Ford Cosworth DFV 3.0 V8 | G      |
| Brooke Bond Oxo Team Surtees    | 21  | Mike Hailwood        | Surtees TS9B     | Ford Cosworth DFV 3.0 V8 | F      |
| Flame Out Team Surtees          | 22  | Tim Schenken         | Surtees TS9B     | Ford Cosworth DFV 3.0 V8 | F      |
| Ceramica Pagnossin Team Surtees | 23  | Andrea de Adamich    | Surtees TS9B     | Ford Cosworth DFV 3.0 V8 | F      |
| Team Williams Motul             | 24  | Henri Pescarolo      | Politoys FX3     | Ford Cosworth DFV 3.0 V8 | G      |
| Team Williams Motul             | 25  | Carlos Pace          | March 711        | Ford Cosworth DFV 3.0 V8 | G      |
| Motor Racing Developments       | 26  | Graham Hill          | Brabham BT37     | Ford Cosworth DFV 3.0 V8 | G      |
| Motor Racing Developments       | 27  | Carlos Reutemann     | Brabham BT37     | Ford Cosworth DFV 3.0 V8 | G      |
| Motor Racing Developments       | 28  | Wilson Fittipaldi    | Brabham BT34     | Ford Cosworth DFV 3.0 V8 | G      |
| Scribante Lucky Strike Racing   | 29  | Dave Charlton        | Lotus 72D        | Ford Cosworth DFV 3.0 V8 | F      |
| Martini Racing Team             | 30  | Nanni Galli          | Tecno PA123/3    | Tecno Series-P 3.0 F12   | F      |
| Clarke-Mordaunt-Guthrie Racing  | 31  | Mike Beuttler        | March 721G       | Ford Cosworth DFV 3.0 V8 | F      |
| Team Eifelland Caravans         | 33  | Rolf Stommelen       | Eifelland Typ 21 | Ford Cosworth DFV 3.0 V8 | G      |
| Darnvall Connew Racing Team     | 34  | François Migault     | Connew PC1       | Ford Cosworth DFV 3.0 V8 | F      |

Anmerkungen
1. 1 2 3  Stewart, Beltoise und Amon hatten jeweils ein T-Car zur Verfügung, mit dem sie jedoch keine gezeiteten Trainingsrunden fuhren und auch nicht am Rennen teilnahmen.

## Klassifikationen

### Startaufstellung
| Pos. | Fahrer               | Konstrukteur   | Zeit   | Ø-Geschwindigkeit | Start |
| ---- | -------------------- | -------------- | ------ | ----------------- | ----- |
| 01   | Jacky Ickx           | Ferrari        | 1:22,2 | 186,788 km/h      | 01    |
| 02   | Emerson Fittipaldi   | Lotus-Ford     | 1:22,6 | 185,884 km/h      | 02    |
| 03   | Peter Revson         | McLaren-Ford   | 1:22,7 | 185,659 km/h      | 03    |
| 04   | Jackie Stewart       | Tyrrell-Ford   | 1:22,9 | 185,211 km/h      | 04    |
| 05   | Tim Schenken         | Surtees-Ford   | 1:23,2 | 184,543 km/h      | 05    |
| 06   | Jean-Pierre Beltoise | B.R.M.         | 1:23,4 | 184,101 km/h      | 06    |
| 07   | Mike Hailwood        | Surtees-Ford   | 1:23,5 | 183,880 km/h      | 07    |
| 08   | Ronnie Peterson      | March-Ford     | 1:23,7 | 183,441 km/h      | 08    |
| 09   | Arturo Merzario      | Ferrari        | 1:23,7 | 183,441 km/h      | 09    |
| 10   | Carlos Reutemann     | Brabham-Ford   | 1:23,8 | 183,222 km/h      | 10    |
| 11   | Denis Hulme          | McLaren-Ford   | 1:23,9 | 183,004 km/h      | 11    |
| 12   | François Cevert      | Tyrrell-Ford   | 1:23,9 | 183,004 km/h      | 12    |
| 13   | Carlos Pace          | March-Ford     | 1:24,0 | 182,786 km/h      | 13    |
| 14   | Jackie Oliver        | B.R.M.         | 1:24,4 | 181,919 km/h      | 14    |
| 15   | Dave Walker          | Lotus-Ford     | 1:24,4 | 181,919 km/h      | 15    |
| 16   | Peter Gethin         | B.R.M.         | 1:24,5 | 181,704 km/h      | 16    |
| 17   | Chris Amon           | Matra          | 1:24,6 | 181,489 km/h      | 17    |
| 18   | Nanni Galli          | Tecno          | 1:25,1 | 180,423 km/h      | 18    |
| 19   | Niki Lauda           | March-Ford     | 1:25,1 | 180,423 km/h      | 19    |
| 20   | Andrea de Adamich    | Surtees-Ford   | 1:25,2 | 180,211 km/h      | 20    |
| 21   | Graham Hill          | Brabham-Ford   | 1:25,2 | 180,211 km/h      | 21    |
| 22   | Wilson Fittipaldi    | Brabham-Ford   | 1:25,5 | 179,579 km/h      | 22    |
| 23   | Mike Beuttler        | March-Ford     | 1:25,6 | 179,369 km/h      | 23    |
| 24   | Dave Charlton        | Lotus-Ford     | 1:25,6 | 179,369 km/h      | 24    |
| 25   | Rolf Stommelen       | Eifelland-Ford | 1:26,3 | 177,914 km/h      | 25    |
| 26   | Henri Pescarolo      | Politoys-Ford  | 1:27,4 | 175,675 km/h      | 26    |
| 27   | François Migault     | Connew-Ford    | 1:30,3 | 170,033 km/h      | DNS   |

### Rennen
| Pos. | Fahrer               | Konstrukteur   | Runden | Stopps | Zeit       | Start | Schnellste Runde |
| ---- | -------------------- | -------------- | ------ | ------ | ---------- | ----- | ---------------- |
| 01   | Emerson Fittipaldi   | Lotus-Ford     | 76     | 0      | 1:47:50,2  | 02    | 1:24,1           |
| 02   | Jackie Stewart       | Tyrrell-Ford   | 76     | 0      | + 4,1      | 04    | 1:24,0 (58.)     |
| 03   | Peter Revson         | McLaren-Ford   | 76     | 0      | + 1:12,5   | 03    | 1:24,5           |
| 04   | Chris Amon           | Matra          | 75     | 0      | + 1 Runde  | 17    | 1:25,0           |
| 05   | Denis Hulme          | McLaren-Ford   | 75     | 0      | + 1 Runde  | 11    | 1:25,5           |
| 06   | Arturo Merzario      | Ferrari        | 75     | 1      | + 1 Runde  | 09    | 1:24,5           |
| 07   | Ronnie Peterson      | March-Ford     | 74     | 0      | DNF        | 08    | 1:25,4           |
| 08   | Carlos Reutemann     | Brabham-Ford   | 73     | 0      | + 3 Runden | 10    | 1:25,1           |
| 09   | Niki Lauda           | March-Ford     | 73     | 0      | + 3 Runden | 19    | 1:26,5           |
| 10   | Rolf Stommelen       | Eifelland-Ford | 71     | 0      | + 5 Runden | 25    | 1:27,5           |
| 11   | Jean-Pierre Beltoise | B.R.M.         | 70     | 0      | + 6 Runden | 06    | 1:25,5           |
| 12   | Wilson Fittipaldi    | Brabham-Ford   | 69     | 0      | DNF        | 22    | 1:26,7           |
| 13   | Mike Beuttler        | March-Ford     | 69     | 1      | + 7 Runden | 23    | 1:26,5           |
| –    | Tim Schenken         | Surtees-Ford   | 64     | 0      | DNF        | 05    | 1.25,3           |
| –    | François Cevert      | Tyrrell-Ford   | 60     | 0      | DNF        | 12    | 1:25,1           |
| –    | Dave Walker          | Lotus-Ford     | 59     | 1      | DNF        | 15    | 1:25,1           |
| –    | Jacky Ickx           | Ferrari        | 49     | 0      | DNF        | 01    | 1:24,2           |
| –    | Graham Hill          | Brabham-Ford   | 47     | 1      | DNF        | 21    | 1:26,1           |
| –    | Carlos Pace          | March-Ford     | 39     | 0      | DNF        | 13    | 1:25,6           |
| –    | Jackie Oliver        | B.R.M.         | 36     | 0      | DNF        | 14    | 1:25,8           |
| –    | Mike Hailwood        | Surtees-Ford   | 31     | 0      | DNF        | 07    | 1:25,6           |
| –    | Dave Charlton        | Lotus-Ford     | 21     | 0      | DNF        | 24    | 1:27,3           |
| –    | Nanni Galli          | Tecno          | 9      | 1      | DNF        | 18    | 1:28,2           |
| –    | Henri Pescarolo      | Politoys-Ford  | 7      | 0      | DNF        | 26    | 1:29,2           |
| –    | Peter Gethin         | B.R.M.         | 5      | 0      | DNF        | 16    | 1:27,4           |
| –    | Andrea de Adamich    | Surtees-Ford   | 3      | 0      | DNF        | 20    | 1:28,1           |

## WM-Stände nach dem Rennen
Die ersten sechs des Rennens bekamen 9, 6, 4, 3, 2 bzw. 1 Punkt(e). In der Konstrukteurswertung zählten dabei nur die Punkte des bestplatzierten Fahrers eines Teams.

### Fahrerwertung
| Pos. | Fahrer               | Konstrukteur | Punkte |
| ---- | -------------------- | ------------ | ------ |
| 01   | Emerson Fittipaldi   | Lotus-Ford   | 43     |
| 02   | Jackie Stewart       | Tyrrell-Ford | 27     |
| 03   | Denis Hulme          | McLaren-Ford | 21     |
| 04   | Jacky Ickx           | Ferrari      | 16     |
| 05   | Peter Revson         | McLaren-Ford | 10     |
| 06   | Jean-Pierre Beltoise | B.R.M.       | 9      |
| 07   | François Cevert      | Tyrrell-Ford | 9      |
| 08   | Chris Amon           | Matra        | 9      |
| 09   | Clay Regazzoni       | Ferrari      | 7      |
| 10   | Ronnie Peterson      | March-Ford   | 5      |
| 11   | Mike Hailwood        | Surtees-Ford | 4      |
| 12   | Andrea de Adamich    | Surtees-Ford | 3      |
| 13   | Mario Andretti       | Ferrari      | 3      |
| 14   | Carlos Pace          | March-Ford   | 3      |
| 15   | Tim Schenken         | Surtees-Ford | 2      |
| 16   | Brian Redman         | McLaren-Ford | 2      |
| 17   | Graham Hill          | Brabham-Ford | 1      |

| Pos. | Fahrer            | Konstrukteur    | Punkte |
| ---- | ----------------- | --------------- | ------ |
| 18   | Arturo Merzario   | Ferrari         | 1      |
| 19   | Carlos Reutemann  | Brabham-Ford    | 0      |
| 20   | Wilson Fittipaldi | Brabham-Ford    | 0      |
| 21   | Niki Lauda        | March-Ford      | 0      |
| 22   | Howden Ganley     | B.R.M.          | 0      |
| 23   | Helmut Marko      | B.R.M.          | 0      |
| 24   | Henri Pescarolo   | March-Ford      | 0      |
| 25   | Dave Walker       | Lotus-Ford      | 0      |
| 26   | Rolf Stommelen    | Eiffelland-Ford | 0      |
| 27   | Mike Beuttler     | March-Ford      | 0      |
| 28   | John Love         | Surtees-Ford    | 0      |
| 29   | Nanni Galli       | Ferrari / Tecno | 0      |
| –    | Reine Wisell      | B.R.M.          | 0      |
| –    | Peter Gethin      | B.R.M.          | 0      |
| –    | Àlex Soler-Roig   | B.R.M.          | 0      |
| –    | Dave Charlton     | Lotus-Ford      | 0      |
| –    | Patrick Depailler | Tyrrell-Ford    | 0      |

### Konstrukteurswertung
| Pos. | Konstrukteur | Punkte |
| ---- | ------------ | ------ |
| 01   | Lotus-Ford   | 43     |
| 02   | Tyrrell-Ford | 33     |
| 03   | McLaren-Ford | 27     |
| 04   | Ferrari      | 20     |
| 05   | B.R.M.       | 9      |
| 06   | Surtees-Ford | 9      |

| Pos. | Konstrukteur   | Punkte |
| ---- | -------------- | ------ |
| 07   | Matra          | 9      |
| 08   | March-Ford     | 8      |
| 09   | Brabham-Ford   | 1      |
| 10   | Eifelland-Ford | 0      |
| –    | Tecno          | 0      |